# Nicole Antibe
Nicole Antibe (Parigi, 11 aprile 1974) è un'ex cestista francese.
Nel 2007 ha vinto il titolo italiano con la Phard Napoli.

## Carriera
Ha debuttato ad Aix-en-Provence; ha preso parte agli Europei 1999. È arrivata in Italia nel 2003 per giocare a Schio. Nel frattempo aveva vinto il campionato europeo per nazioni con la squadra francese.
Nel 2005, con la squadra partenopea, ha vinto l'Eurocoppa battendo in finale le turche del Fenerbahçe SK Istanbul.
È una buona tiratrice di tiri liberi; ha anche un ottimo tiro da 3 punti, non molto eseguito ma con cui ottiene buoni risultati, come nella stagione 2002-2003 del campionato francese, quando con la squadra di Valenciennes mise a segno 3 delle 6 triple tentate in tutto il torneo. In tale manifestazione ha sempre segnato più della metà dei tentativi da 2 punti.
Nel 2007 ha portato la Phard Napoli al primo titolo italiano ed è anche stata eletta Most Valuable Player del campionato. Nel settembre 2012 viene ingaggiata dal Taranto Cras Basket.